# Bertram (Texas)
Bertram é uma cidade localizada no estado norte-americano de Texas, no Condado de Burnet.

## Demografia
Segundo o censo norte-americano de 2000, a sua população era de 1122 habitantes. 
Em 2006, foi estimada uma população de 1343, um aumento de 221 (19.7%).

## Geografia
De acordo com o United States Census Bureau tem uma área de 
2,8 km², dos quais 2,8 km² cobertos por terra e 0,0 km² cobertos por água. Bertram localiza-se a aproximadamente 385 m acima do nível do mar.

## Localidades na vizinhança
O diagrama seguinte representa as localidades num raio de 28 km ao redor de Bertram. 